# Самарийникель
Самарийникель — бинарное неорганическое соединение
никеля и самария
с формулой NiSm,
кристаллы.

## Получение
- Сплавление стехиометрических количеств чистых веществ:

{\displaystyle {\mathsf {Ni+Sm\ {\xrightarrow {1079^{o}C}}\ NiSm}}}

## Физические свойства
Самарийникель образует кристаллы
моноклинной сингонии, пространственная группа C mcm, параметры ячейки a = 0,3776 нм, b = 1,0358 нм, c = 0,4291 нм, Z = 4,
структура типа борида хрома CrB
.
Соединение конгруэнтно плавится реакции при температуре 1079°С
.